# 孝全成皇后
孝全成皇后（こうぜんせいこうごう、満州語:ᡥᡳᠶᠣᠣᡧᡠᠩᡤᠠ
ᡤᡝᠮᡠᠩᡤᡝ
ᡧᠠᠩᡤᠠᠨ
ᡥᡡᠸᠠᠩᡥᡝᠣ 転写：hiyoošungga gemungge šanggan hūwangheo）は、清の道光帝の3番目の正室・皇后。咸豊帝の母。満洲鑲黄旗の出身。姓はニオフル（鈕祜禄）氏（Niohuru hala）。

## 経歴
蘇州府知府の頤齢（イリン）の娘である。道光帝より26歳年下であった。道光元年（1821年）、后妃選定面接試験「選秀女」を受けて合格し、「全貴人」に封ぜられた。翌年、全嬪に進んだ。3人の子供を産み、全妃、全貴妃に進み、全皇貴妃にいたった。道光14年（1834年）10月、皇后に立てられた。
皇太后（道光帝の継母）と不和となったという。道光20年（1840年）正月11日、円明園で薨去した。「孝全」と諡された。その後、夫の諡を重ねて「孝全慈敬寛仁端愨安恵誠敏符天篤聖成皇后」と加諡された。

## 子女
- 端順固倫公主
- 寿安固倫公主
- 奕詝（咸豊帝）

## 伝記資料
- 『清史稿』
- 『清皇室四譜』